# Sistema de classificació de zones de vida de Holdridge

Sistema de classificació de zones de vida de Holdridge. Malgrat ser concebut en 3-D pel seu autor, se sol mostrar en 2-D en forma d'hexàgons en un marc triangular.

El sistema de classificació de zones de vida de Holdridge (en anglès, Holdridge life zones system) és un projecte per a la classificació de les diferents àrees terrestres segons el seu comportament global bioclimàtic. Va ser desenvolupat pel botànic i climatòleg Leslie Holdridge (1907-1999) i va ser publicat per primer cop el 1947 (amb el títol Determination of World Plant Formations from Simple Climatic Data) i posteriorment actualitzat el 1967 (Life Zone Ecology).
Les zones de vida són una divisió major de la superfície terrestre, un antecedent dels actuals biomas.

## El Sistema de Holdridge
Leslie Holdridge va utilitzar inicialment un Sistema Simple per a la Classificació de les Formacions Vegetals del Món, que posteriorment va ampliar per canviar el concepte de formacions vegetals pel de zones de vida, donat que les seves unitats no només afectaven a la vegetació sinó també als animals i, en general, cada zona de vida representa un hàbitat distintiu des del punt de vista ecològic i, per tant, un estil de vida diferent.
El 1967, Holdridge va definir el concepte zona de vida de la següent manera: 
- Una zona de vida és un grup d'associacions vegetals dins d'una divisió natural del clima, que es fan tenint en compte les condicions edàfiques i les etapes de successió, i que tenen una fisonomia similar arreu del món.

Aquestes associacions defineixen un àmbit de condicions ambientals, que juntament amb els éssers vius, donen un conjunt únic de fisonomia de les plantes i d'activitat dels animals. Encara que és possible establir moltes combinacions, les associacions se poden agrupar en quatre classes bàsiques: climàtiques, edàfiques, atmosfèriques e hídriques. Les associacions climàtiques tenen lloc quan tant la precipitació i la seva distribució mensual com la biotemperatura són normals per a la zona de vida, no hi ha aberracions atmosfèriques com vents forts o boirines freqüents, i el sòl és la categoria zonal. Les edàfiques es produeixen quan les condicions del sòl són més favorables que el sòl normal (sòl zonal) per la zona de vida. Les atmosfèriques apareixen on el clima s'aparta de lo normal pel lloc. Les hídriques tenen lloc en terrenys pantanosos on el sòl està cobert d'aigua durant tot l'any o part d'aquest.
Es tracta d'un sistema relativament simple, basat en unes poques dades empíriques que proporcionen criteris objectius per a la delimitació de zones. Una suposició bàsica del sistema és que tant els tipus de sòl com la comunitat climàcica es poden delimitar un cop es coneix el clima.
Holdridge, que havia realitzat diversos estudis a països del tròpic americà entre 1939 i 1946, estava al corrent dels intents fallits europeus d'establir un sistema de classificació ecològica mundial, que fes ús de la coneguda relació entre el clima i la vegetació. Holdridge va explicar que va tenir la sort de treballar a Amèrica, on el patró climàtic era normal, a diferència dels investigadors europeus que treballaven a Europa i que quan analitzaven les zones climàtiques i s'apropaven al sud, es trobaven amb l'alteració que provocava el Mediterrani, o a Àsia, on trobaven climes monsònics, o en zones boscoses de muntanya del tròpic, on els canvis bioclimàtics són abruptes i es produeixen en distàncies molt curtes.
Dissenyat en principi per a ser aplicat en àrees tropicals i subtropicals, el sistema s'aplica actualment de manera global i proporciona bons resultats en zones de vegetació tropical, mediterrània i boreal, encara que és menys aplicable a zones de climes oceànics freds o àrids freds, on la humitat se converteix en un factor determinant. El sistema ha trobat un bon ús en valorar possibles canvis en els patrons naturals de la vegetació deguts a l'escalfament global.
El sistema de Holdridge fa ús de les biotemperatures en lloc dels biaixos de les zones de vida a les latituds temperades del sistema de Clinton Hart Merriam, i en principi no considera l'elevació. El sistema de Holdridge es considera més apropiat per les complexitats de la vegetació tropical que el sistema de Merriam.

## Bases del sistema
El sistema es basa en la fisonomia o aparença de la vegetació i no pas en la composició florística, i els principals factors que te en compte per a la classificació d'una regió són la biotemperatura i les precipitacions. Els límits de les zones de vida estan definits pels valors mitjans anuals d'aquestes mesures.
El sistema es basa en els següents tres paràmetres principals:
- la biotemperatura mitjana anual (en escala logarítmica). En general, s'estima que el creixement vegetatiu de les plantes es produeix en un interval de temperatures entre els 0 °C i els 30 °C, de manera que la biotemperatura és una temperatura corregida que depèn de la mateixa temperatura i de la duració de l'estació de creixement. Les temperatures per sota de la de congelació es consideren com a 0 °C, donat que a aquestes temperatures les plantes s'aletarguen.
- la precipitació anual en mm (en escala logarítmica);
- la relació de l'evapotranspiració potencial (la relació entre l'evapotranspiració i la precipitació mitjana anual), que és un índex d'humitat que determina les províncies d'humitat (en anglès, humidity provinces).

Les principals innovacions del sistema Holdridge van ser l'anàlisi dels efectes de la calor mitjançant la biotemperatura, l'ús de progressions logarítmiques per obtenir canvis significatius en les unitats de vegetació natural, i la determinació de la relació directa entre la biotemperatura i l'evapotranspiració potencial (humitat) i la relació entre la humitat i l'evapotranspiració real (i en definitiva, entre l'evapotranspiració real i la productivitat biològica).

## Determinació de les zones de vida
Per determinar una zona de vida, primer s'han d'obtenir la temperatura mitjana anual i les precipitacions total anuals i disposar de l'altitud del lloc i fer ús d'un diagrama de classificació de zones de vida.
Primer s'ha de determinar la mitjana anual de biotemperatura, a partir de la mitjana mensual de temperatures, amb les correccions assenyalades per als mesos per sota de zero i una correcció per als que superin els 24 °C en funció de la latitud: tbio = t – [3 * graus latitud/100) * (t – 24)²] (on t = és la mitjana mensual de temperatura i tbio = és la mitjana mensual de biotemperatura).
A continuació, fent ús del diagrama, s'ha de trobar el punt on es troben les línies de biotemperatura i de precipitació, que assenyalen la pertinença a un determinat hexàgon, en el que estan gravats els noms de la vegetació primària que existeix, o que hauria d'existir si el medi no hagués estat alterat, de manera que els noms fan referència a la vegetació natural clímax que hi ha o que podria haver en el lloc determinat. El següent pas és observar la fila a la qual pertany la zona de vida (a la part dreta del diagrama) que està determinada per les diferències de biotemperatura. Per acabar, s'obté la regió latitudinal (en l'escala vertical del costat esquerre), cadascuna amb un equivalent en el fila del costat dret del diagrama.
Quan es representen en un mapa, les zones de vida es marquen mitjançant un color i l'ús d'unes sigles, formades per dos grups de lletres separades per un guió. El primer grup, en minúscules, correspon a les inicials del nom donat a la humitat, el segon grup, en majúscules, correspon a la inicial de la biotemperatura. Per exemple: bosc humit Tropical, tindria les sigles bh-T.

## Classes de zones de vida
A continuació es mostren en una taula, les classes definides pel sistema de Holdridge, tal com les fa servir l'IIASA (Institut Internacional per a l'Anàlisi de Sistemes):
|    | Denominació                      | Denominació (en anglès)     |
| -- | -------------------------------- | --------------------------- |
| 01 | Desert polar                     | Polar desert                |
| 02 | Tundra subpolar seca             | Subpolar dry tundra         |
| 03 | Tundra subpolar humida           | Subpolar moist tundra       |
| 04 | Tundra subpolar mullada          | Subpolar wet tundra         |
| 05 | Tundra subpolar pluvial          | Subpolar rain tundra        |
| 06 | Desert boreal                    | Boreal desert               |
| 07 | Matollar boreal sec              | Boreal dry scrub            |
| 08 | Bosc boreal humit                | Boreal moist forest         |
| 09 | Bosc boreal mullat               | Boreal wet forest           |
| 10 | Bosc boreal pluvial              | Boreal rain forest          |
| 11 | Desert fresc temperat            | Cool temperate desert       |
| 12 | Matollar temperat fresc          | Cool temperate desert scrub |
| 13 | Estepa temperada fresca          | Cool temperate steppe       |
| 14 | Bosc humit temperat fresc        | Cool temperate moist forest |
| 15 | Bosc mullat temperat fresc       | Cool temperate wet forest   |
| 16 | Bosc pluvial temperat fresc      | Cool temperate rain forest  |
| 17 | Desert temperat càlid            | Warm temperate desert       |
| 18 | Matollar desèrtic temperat càlid | Warm temperate desert scrub |
| 19 | Matollar espinós temperat càlid  | Warm temperate thorn scrub  |

|    | Denominació                          | Denominació (en anglès)     |
| -- | ------------------------------------ | --------------------------- |
| 20 | Bosc sec temperat càlid              | Warm temperate dry forest   |
| 21 | Bosc humit temperat càlid            | Warm temperate moist forest |
| 22 | Bosc mullat temperat càlid           | Warm temperate wet forest   |
| 23 | Bosc pluvial temperat càlid          | Warm temperate rain forest  |
| 24 | Desert subtropical                   | Subtropical desert          |
| 25 | Muntanya desèrtica subtropical       | Subtropical desert scrub    |
| 26 | Boscatge espinós subtropical         | Subtropical thorn woodland  |
| 27 | Bosc sec subtropical                 | Subtropical dry forest      |
| 28 | Bosc humit subtropical               | Subtropical moist forest    |
| 29 | Bosc mullat subtropical              | Subtropical wet forest      |
| 30 | Bosc pluvial subtropical             | Subtropical rain forest     |
| 31 | Desert tropical                      | Tropical desert             |
| 32 | Muntanya desèrticc tropical          | Tropical desert scrub       |
| 33 | Boscatge espinós tropical            | Tropical thorn woodland     |
| 34 | Selva molt seca tropical             | Tropical very dry forest    |
| 35 | Selva seca tropical                  | Tropical dry forest         |
| 36 | Selva humida tropical                | Tropical moist forest       |
| 37 | Selva mullada tropical               | Tropical wet forest         |
| 38 | Selva pluvial tropical (Pluviïsilva) | Tropical rain forest        |